# Sandra Smisek
Sandra Smisek est une footballeuse allemande née le 3 juillet 1977 à Francfort-sur-le-Main. Elle joue au poste de milieu de terrain offensif du début des années 1990 au début des années 2010.
Elle compte 133 sélections pour 34 buts avec l'équipe d'Allemagne avec qui elle remporte la Coupe du monde en 2003 et 2007 et est finaliste de cette compétition en 1995. Elle gagne également avec la sélection le Championnat d'Europe en 1997, 2001 et 2005 et est médaille de bronze des Jeux olympiques d'été de 2008.

## Biographie
Elle connaît sa première sélection en équipe d'Allemagne le 13 avril 1995 à l'occasion d'un match face à la Pologne. Avec la Nationalelf,  elle est sacrée championne du monde en 2003 et en 2007, ainsi que championne d'Europe en 1997, 2001 et 2005. 
Sandra Smisek brille également en club puisqu'elle est notamment sacrée championne d'Allemagne à cinq reprises et remporte la Coupe UEFA féminine en 2006 et en 2008. Par ailleurs elle termine meilleure buteuse du Championnat d'Allemagne 1995-1996 en inscrivant 29 buts.

## Statistiques
| Saison                | Club                  | Championnat           | Championnat | Championnat | Coupe(s) nationale(s) | Coupe(s) nationale(s) | Compétition(s) continentale(s) | Compétition(s) continentale(s) | Compétition(s) continentale(s) | Play-off | Play-off | Total | Total |
| Saison                | Club                  | Division              | M.          | B.          | M.                    | B.                    | Comp.                          | M.                             | B.                             | M.       | B.       | M.    | B.    |
| 1992-1993             | FSV Francfort         | Frauen Bundesliga     | 1+          |             |                       |                       | -                              | -                              | -                              | 0+       | 0+       | 1     | 0     |
| 1993-1994             | FSV Francfort         | Frauen Bundesliga     | 17          |             |                       |                       | -                              | -                              | -                              | 0+       | 0+       | 17    | 0     |
| 1994-1995             | FSV Francfort         | Frauen Bundesliga     | 18          | 17          | 1+                    | 0                     | -                              | -                              | -                              | 1+       | 0+       | 20    | 17    |
| 1995-1996             | FSV Francfort         | Frauen Bundesliga     | 17          | 29          | 1+                    | 1                     | -                              | -                              | -                              | 2        | 0        | 20    | 30    |
| 1996-1997             | FSV Francfort         | Frauen Bundesliga     | 17          |             |                       |                       | -                              | -                              | -                              | 0+       | 0+       | 17    | 0     |
| 1997-1998             | FSV Francfort         | Frauen Bundesliga     | 22          | 20          | 1+                    | 0                     | -                              | -                              | -                              | -        | -        | 23    | 20    |
| Sous-total            | Sous-total            | Sous-total            | 92+         | 66+         | 3+                    | 1+                    | -                              | 0                              | 0                              | 3+       | 0+       | 98    | 67    |
| 1998-1999             | FCR Duisbourg         | Frauen Bundesliga     | 20          | 9           | 1+                    | 0                     | -                              | -                              | -                              | -        | -        | 21    | 9     |
| 1999-2000             | FCR Duisbourg         | Frauen Bundesliga     | 22          | 9           |                       |                       | -                              | -                              | -                              | -        | -        | 22    | 9     |
| 2000-2001             | FCR Duisbourg         | Frauen Bundesliga     | 21          | 7           |                       |                       | -                              | -                              | -                              | -        | -        | 21    | 7     |
| Sous-total            | Sous-total            | Sous-total            | 63          | 25          | 1+                    | 0+                    | -                              | 0                              | 0                              | -        | -        | 64    | 25    |
| 2001-2002             | FSV Francfort         | Frauen Bundesliga     | 20          | 8           |                       |                       | -                              | -                              | -                              | -        | -        | 20    | 8     |
| 2002-2003             | FSV Francfort         | Frauen Bundesliga     | 13          | 2           |                       |                       | -                              | -                              | -                              | -        | -        | 13    | 2     |
| 2003-2004             | FSV Francfort         | Frauen Bundesliga     | 19          | 2           |                       |                       | -                              | -                              | -                              | -        | -        | 19    | 2     |
| 2004-2005             | FSV Francfort         | Frauen Bundesliga     | 20          | 8           |                       |                       | -                              | -                              | -                              | -        | -        | 20    | 8     |
| Sous-total            | Sous-total            | Sous-total            | 72          | 20          | 0+                    | 0+                    | -                              | 0                              | 0                              | -        | -        | 72    | 20    |
| 2005-2006             | 1. FFC Francfort      | Frauen Bundesliga     | 17          | 15          | 1+                    | 0                     | WCL                            | 5                              | 4                              | -        | -        | 23    | 19    |
| 2006-2007             | 1. FFC Francfort      | Frauen Bundesliga     | 20          | 9           |                       |                       | WCL                            | 2                              | 3                              | -        | -        | 22    | 12    |
| 2007-2008             | 1. FFC Francfort      | Frauen Bundesliga     | 13          | 3           | 1+                    | 1                     | WCL                            | 1                              | 0                              | -        | -        | 15    | 4     |
| 2008-2009             | 1. FFC Francfort      | Frauen Bundesliga     | 17          | 5           |                       |                       | WCL                            | 1                              | 0                              | -        | -        | 18    | 5     |
| 2009-2010             | 1. FFC Francfort      | Frauen Bundesliga     | 21          | 5           | 3                     | 0                     | -                              | -                              | -                              | -        | -        | 24    | 5     |
| 2010-2011             | 1. FFC Francfort      | Frauen Bundesliga     | 21          | 2           | 4+4                   | 1+0                   | -                              | -                              | -                              | -        | -        | 29    | 3     |
| 2011-2012             | 1. FFC Francfort      | Frauen Bundesliga     | 21          | 9           | 5                     | 1                     | WCL                            | 8                              | 1                              | -        | -        | 34    | 11    |
| 2012-2013             | 1. FFC Francfort      | Frauen Bundesliga     | 11          | 0           | 1                     | 0                     | -                              | -                              | -                              | -        | -        | 12    | 0     |
| Sous-total            | Sous-total            | Sous-total            | 141         | 48          | 19+                   | 3+                    | -                              | 29                             | 10                             | -        | -        | 189   | 61    |
| Total sur la carrière | Total sur la carrière | Total sur la carrière | 368+        | 159+        | 23+                   | 4+                    | -                              | 29                             | 10                             | 3+       | 0+       | 423   | 173   |

stats en championnat
Profile UEFA
- 2 matchs inconnus en demi-finale de play-off en 1992-93.
- 2 matchs inconnus en demi-finale de play-off en 1993-94.
- 2 matchs inconnus en demi-finale de play-off en 1994-95.
- 2 matchs inconnus en demi-finale de play-off en 1996-97.

## Palmarès
- Vainqueur de la Coupe du monde féminine 2003 avec l'Allemagne
- Vainqueur de la Coupe du monde féminine 2007 avec l'Allemagne
- Finaliste de la Coupe du monde féminine 1995 avec l'Allemagne
- Vainqueur du Championnat d'Europe 1997 avec l'Allemagne
- Vainqueur du Championnat d'Europe 2001 avec l'Allemagne
- Vainqueur du Championnat d'Europe 2005 avec l'Allemagne
- Médaille de bronze des Jeux olympiques d'été de 2008 avec l'Allemagne
- Vainqueur de la Coupe UEFA féminine en 2006 et en 2008
- Finaliste de la Ligue des champions en 2012
- Championne d'Allemagne en 1995, 1998, 2000, 2007 et 2008
- Vainqueur de la Coupe d'Allemagne féminine (DFB-Pokalsieger) en 1995, 1996n 2007, 2008 et 2011
- Vainqueur de la DFB-Hallenpokalsieger en 1995, 2000, 2006 et 2007
- Meilleure buteuse de la Bundesliga 1995-1996 (29 buts inscrits).